# Rusa (Sohn des Erimena)
Rusa, Sohn des Erimena (Rusa Erimenaḫi), konventionell als Rusa III. bezeichnet, war ein urartäischer König. Er war der Sohn von Erimena. Seine Herrschaft wird gewöhnlich ca. 605–585 v. Chr. angesetzt.

## Herrschaft
Es ist nicht sicher, ob sein Vater Erimena selbst König war, der Name ist im urartäischen Königshaus sonst nicht belegt, was manche Forscher als Beleg einer Usurpation ansehen. Er verwendete ein sogenanntes Prinzensiegel, das jedoch den Namen seines Vaters nicht nennt. Es trägt die Inschrift m]E-[r]i.me-n[a-n]é? Rusa selbst trägt dagegen wieder einen traditionellen Königsnamen.
Da die Reihenfolge der Könige nach Rusa II. unklar ist, wurde Rusa, Sohn des Erimena, hier nicht mit einer Nummer versehen. Er wird jedoch manchmal als Rusa III. geführt.
Rusā Erimenaḫi bezeichnet sich auf der Stele vom Keşiş Gölü als Diener Ḫaldis und nennt Ḫaldi seinen Herren (EN-si), der ihn auf den Thron erhoben hat, der das Szepter in seine Hand gelegt hat. Insgesamt schafft er in dem Text einen viel persönlicheren Bezug zu Haldi, als es aus anderen Königsinschriften belegt ist, und der an alttestamentliche Psalmen erinnert.
Çilingiroğlu will Rusa Erimenaḫi zum Nachfolger von Argišti Rusaḫini, gewöhnlich aus Argišti II, gezählt, machen. Rusa Argištiḫi (gewöhnlich als Rusa II. gezählt) wäre dann sein Nachfolger.

## Bauten
Rusa schuf vor dem Berg Qilbani (vermutlich Zımzımdağ), wo die Erde vorher wüst gewesen war, Kornfelder und einen Wingert. Er ließ Obstgärten und Kanäle zur Bewässerung anlegen und schuf den Stausee Keşiş Gölü Rusa-See, mru-sa-a-i ṣu-[e], der heute noch besteht, um die Wasserversorgung von Tušpa sicherzustellen. Durch diesen See konnten Getreidefelder, Obstgärten und Weinberge angelegt werden, er schuf Überfluss. Auch die archäologisch erfassten Stauseen von Köşebaşı, Kurubaşı und Sihke bewässern das Land vor dem Berg Qilbani.
Wie Çilingiroğlu betont, passt diese Beschreibung schlecht in das Bild des allgemeinen urartäischen Niederganges nach Rusa II., das gewöhnlich gezeichnet wird.

## Inschriften
- Felsinschrift von Armavir[5] (heute im Historischen Museum in Jerewan) berichtet über den Bau eines Getreidespeichers mit einem Inhalt von 1432 kapi.[6]
- Eine weitere Inschrift von einem Getreidespeicher stammt aus Arin-berd.[7] Dieser Speicher fasste 6848 kapi.[8]
- zerbrochene Inschrift von Toprakkale, heute im Vorderasiatischen Museum Berlin
- Adilcevaz nordwestlich des Vansees[9]
- Felsinschrift von Kaisaran am Keşiş Gölü, erwähnt eine Haldi-Stadt
- Ein Fragment aus Chaykaberd (Хаикаберд)[10]
- vielleicht auch die Stele vom Keşiş Gölü.[11]

Rusa ist auch auf Weiheinschriften von Schilden aus Toprakkale belegt (British Museum Nr. 22481). Aus der Grabung von Clayton stammt ein unverzierter Schild mit Reparatur der Schildfessel, der sich im Britischen Museum befindet. Er trägt folgende Weiheinschrift: „Für dHaldi, den Herrn. Rusa, Sohn des Erimena, hat diesen Schild geweiht für sein zukünftiges Leben. Durch die Macht dHaldis [bin ich] Rusa, Sohn des Erimena, der große König, Herrscher der Stadt Tušpa.“. Afif Erzen and Emin Bilgiq fanden bei Grabungen zwischen 1959 und 1961 in Toprakkale einen Bronze-Schild mit konzentrischen Löwen- und Stierfriesen, der ebenfalls eine Votivinschrift von Rusa trug.